# Val d'Orger
Val d'Orger est, depuis le  1er janvier 2017, une commune nouvelle française située dans le département de l'Eure en région Normandie, issue de la fusion des communes de Grainville et Gaillardbois-Cressenville.

## Géographie
| Fleury-sur-Andelle | Charleval                                                              | Ménesqueville |
|                    | Val d'Orger (comm. dél. de Grainville et de Gaillardbois-Cressenville) | Touffreville  |
| Bacqueville        |                                                                        | Écouis        |

### Hydrographie
La commune est située dans le bassin Seine-Normandie. Elle n'est drainée par aucun cours d'eau,.

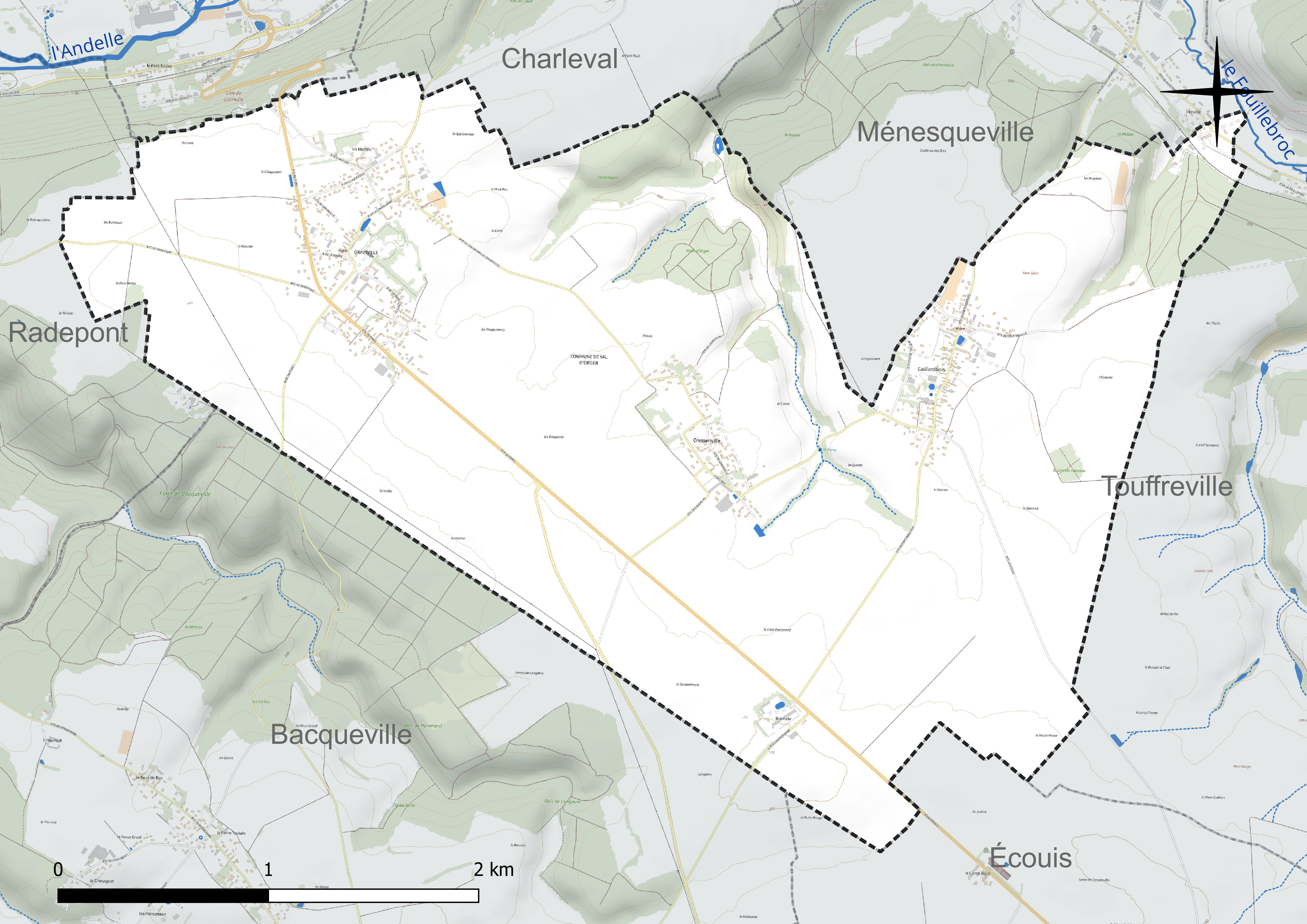
Réseau hydrographique de Val d'Orger.

### Climat
Pour des articles plus généraux, voir Climat de la Normandie et Climat de l'Eure.
En 2010, le climat de la commune est de type climat océanique dégradé des plaines du Centre et du Nord, selon une étude du CNRS s'appuyant sur une série de données couvrant la période 1971-2000. En 2020, Météo-France publie une typologie des climats de la France métropolitaine dans laquelle la commune est exposée à un climat océanique et est dans la région climatique Côtes de la Manche orientale, caractérisée par un faible ensoleillement (1 550 h/an) ; forte humidité de l’air (plus de 20 h/jour avec humidité relative > 80 % en hiver), vents forts fréquents. Parallèlement le GIEC normand, un groupe régional d’experts sur le climat, différencie quant à lui, dans une étude de 2020, trois grands types de climats pour la région Normandie, nuancés à une échelle plus fine par les facteurs géographiques locaux. La commune est, selon ce zonage, exposée à un « climat des plateaux abrités », correspondant aux plaines agricoles de l’Eure, avec une pluviométrie beaucoup plus faible que dans la plaine de Caen en raison du double effet d’abri provoqué par les collines du Bocage normand et par celles qui s’étendent sur un axe du Pays d'Auge au Perche.
Pour la période 1971-2000, la température annuelle moyenne est de 10,3 °C, avec  une amplitude thermique annuelle de 13,8 °C. Le cumul annuel moyen de précipitations est de 794 mm, avec 11,7 jours de précipitations en janvier et 8,3 jours en juillet. Pour la période 1991-2020, la température moyenne annuelle observée sur la station météorologique la plus proche, située sur la commune de Boos à 13 km à vol d'oiseau, est de 10,9 °C et le cumul annuel moyen de précipitations est de 847,5 mm,. Pour l'avenir, les paramètres climatiques de la commune estimés pour 2050 selon différents scénarios d’émission de gaz à effet de serre sont consultables sur un site dédié publié par Météo-France en novembre 2022.

## Urbanisme

### Typologie
Au 1er janvier 2024, Val d'Orger est catégorisée commune rurale à habitat dispersé, selon la nouvelle grille communale de densité à 7 niveaux définie par l'Insee en 2022.
Elle appartient à l'unité urbaine de Fleury-sur-Andelle, une agglomération intra-départementale dont elle est ville-centre,. La commune est en outre hors attraction des villes,.

## Toponymie
Cette commune est née en 2017 de la fusion de Grainville et de Gaillardbois-Cressenville.
Val d'Orger est un néo-toponyme.
Val, est une forme de relief au sens plus restreint que celui de la vallée.

## Histoire
La commune nouvelle regroupe les communes de Gaillardbois-Cressenville et de Grainville, qui deviennent des communes déléguées le 1er janvier 2017. Son chef-lieu se situe à Grainville.

## Politique et administration
| Nom                       | Code Insee | Intercommunalité                        | Superficie (km2) | Population (dernière pop. légale) | Densité (hab./km2) |
| ------------------------- | ---------- | --------------------------------------- | ---------------- | --------------------------------- | ------------------ |
| Grainville (siège)        | 27294      | Communauté de communes de Lyons Andelle | 3,98             | 578 (2014)                        | 145                |
| Gaillardbois-Cressenville | 27274      | Communauté de communes de Lyons Andelle | 6,99             | 414 (2014)                        | 59                 |

### Liste des maires
| Période        | Période  | Identité        | Étiquette | Qualité    |
| -------------- | -------- | --------------- | --------- | ---------- |
| 9 janvier 2017 | En cours | Daniel Blavette | SE        | Enseignant |